# الاكتشافات الأثرية في تبوك 2020
الاكتشافات الأثرية في تبوك 2020 هي اكتشافات لآثار وأقدام بشرية وحيوانية على أطراف منطقة تبوك شمال غرب المملكة العربية السعودية، أعلنت عنها وزارة الثقافة السعودية ممثلة في هيئة التراث في 16 سبتمبر 2020. تعود تلك الاكتشافات لأكثر من 120 ألف سنة من وقت الاكتشاف، وتمثل الدليل العلمي الأول على أقدم وجود للإنسان على أرض الجزيرة العربية.

## تفاصيل الاكتشاف
تم التعرف على طبعات أقدام سبعة أشخاص من البشر، ووجدت آثار 107 طبعات للجمال (وهي الأكثر على مستوى الموقع) و43 طبعة أثر للفيلة، وآثار طبعات أخرى لحيوانات من فصيلة الوعول وفصيلة البقريات، والتي كانت تتنقل في مجموعات فيها الكبير والصغير، إضافة إلى حوالي 233 أحفورة، تمثل بقايا عظمية للفيلة والمها.
كما أظهرت الدراسات احتواء الموقع على سبع طبقات أثرية، عثر فيها على أدوات حجرية آشولية مصنوعة من أحجار الاندسايت والرايوليت، وأدوات حجرية موجودة في مكانها الأصلي، ولم تتأثر بعوامل التعرية الطبيعية، كما لوحظ تميز الموقع بوجود صناعة حجرية متقدمة، اشتملت على الفؤوس الحجرية والشظايا الكبيرة، كما هو معروف في قارة أفريقيا، وفي ظل ظروف مناخية معتدلة.